# 真長寺
真長寺（しんちょうじ）は、岐阜県岐阜市にある高野山真言宗の寺院である。山号は三輪山。通称「三輪釈迦」。正式名称より通称で呼ばれることが多い。本尊は釈迦如来。
石庭は江戸時代初期に造られた枯山水様式の庭であり、龍安寺の石庭と同じ様式という。毎年観月会が開かれ、一般開放されている。

## 沿革
開創時期は不明である。一説にはすぐ近くにある三輪神社の別当寺として開創されたという。
当初の名前は「洞泉山 真長寺」であったが衰退する。1535年（天文4年）に再興される。
1558年（永禄元年）に再び焼失する。再建後は織田信長、徳川家康の保護を受けたという。

## 文化財

### 重要文化財（国指定）
- 木造釈迦如来坐像[1]
  - 平安時代後期の作。

### 岐阜県指定重要文化財
- 絹本著色文殊菩薩像（岐阜市歴史博物館に寄託）[2]
- 絹本著色涅槃図（岐阜市歴史博物館に寄託）[3]

### 岐阜市指定文化財
- 絹本著色五大尊像[4]
- 絹本著色釈迦十六善神像[4]
- 絹本着色十二天像(附:3幅)9幅

### 岐阜市指定名勝
- 石庭[4]
  - 江戸時代初期。

## 所在地
- 岐阜県岐阜市三輪778-1

## 御朱印
岐阜市のまちづくり団体ひとひとの会によって企画され、2019年11月現在岐阜県内の13箇所において行われている「金の御朱印」企画には参加していたが、現在は参加していない。

## 交通機関
岐阜バスより「三輪釈迦前」バス停下車。徒歩すぐ。
- JR岐阜駅バスターミナル（岐阜駅北）
  - 12番のりば 高美線「中濃庁舎」行き
  - 13番のりば 加野団地線「三輪釈迦前」行き

名鉄岐阜のりば（名鉄岐阜駅西）より「三輪釈迦前」バス停下車。徒歩すぐ。
- 4番のりば 高美線「中濃庁舎」行き　加野団地線「三輪釈迦前」行き

## 周辺
- 三輪神社 (岐阜市)
- 大智寺 (岐阜市)

## 参考画像

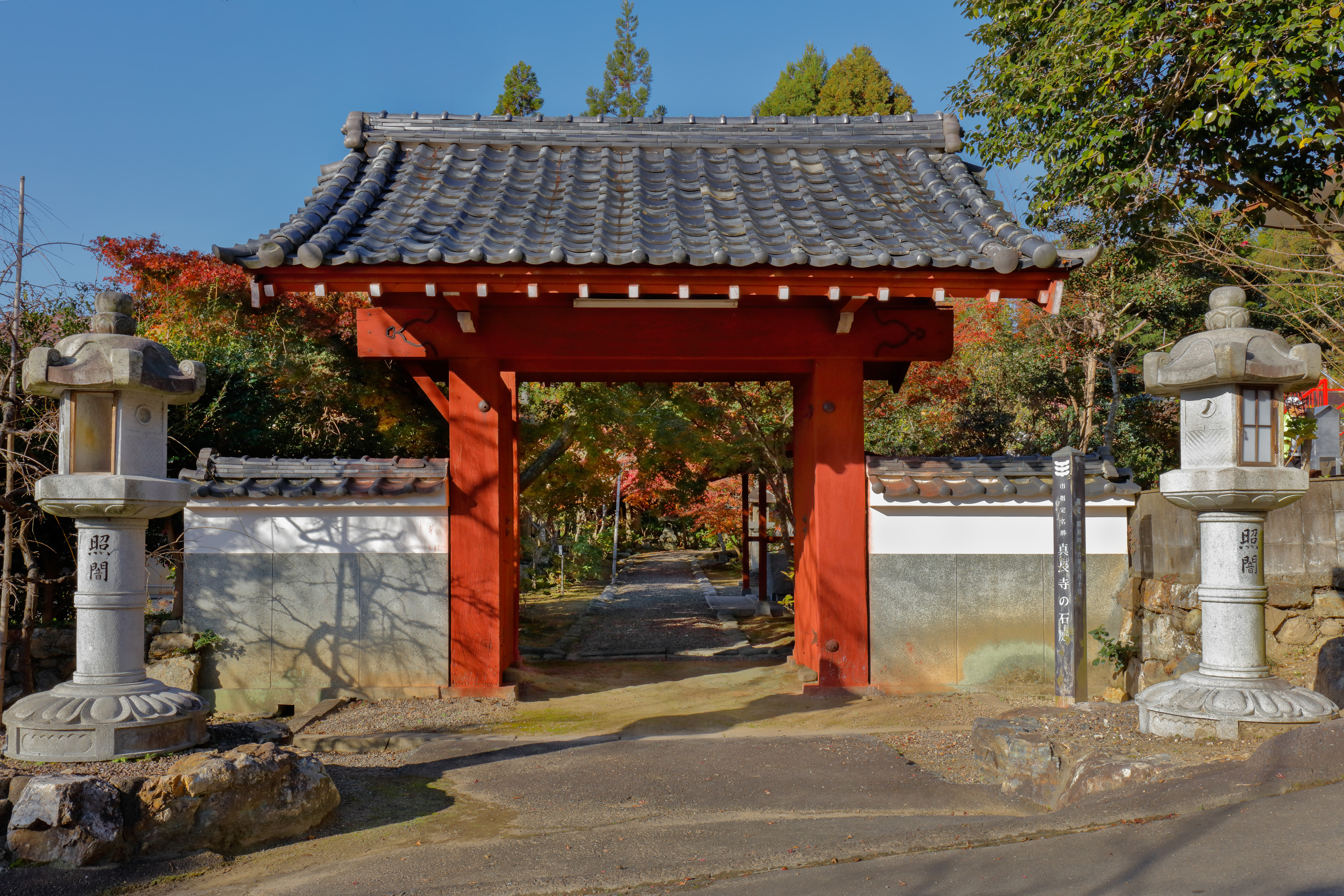
正門
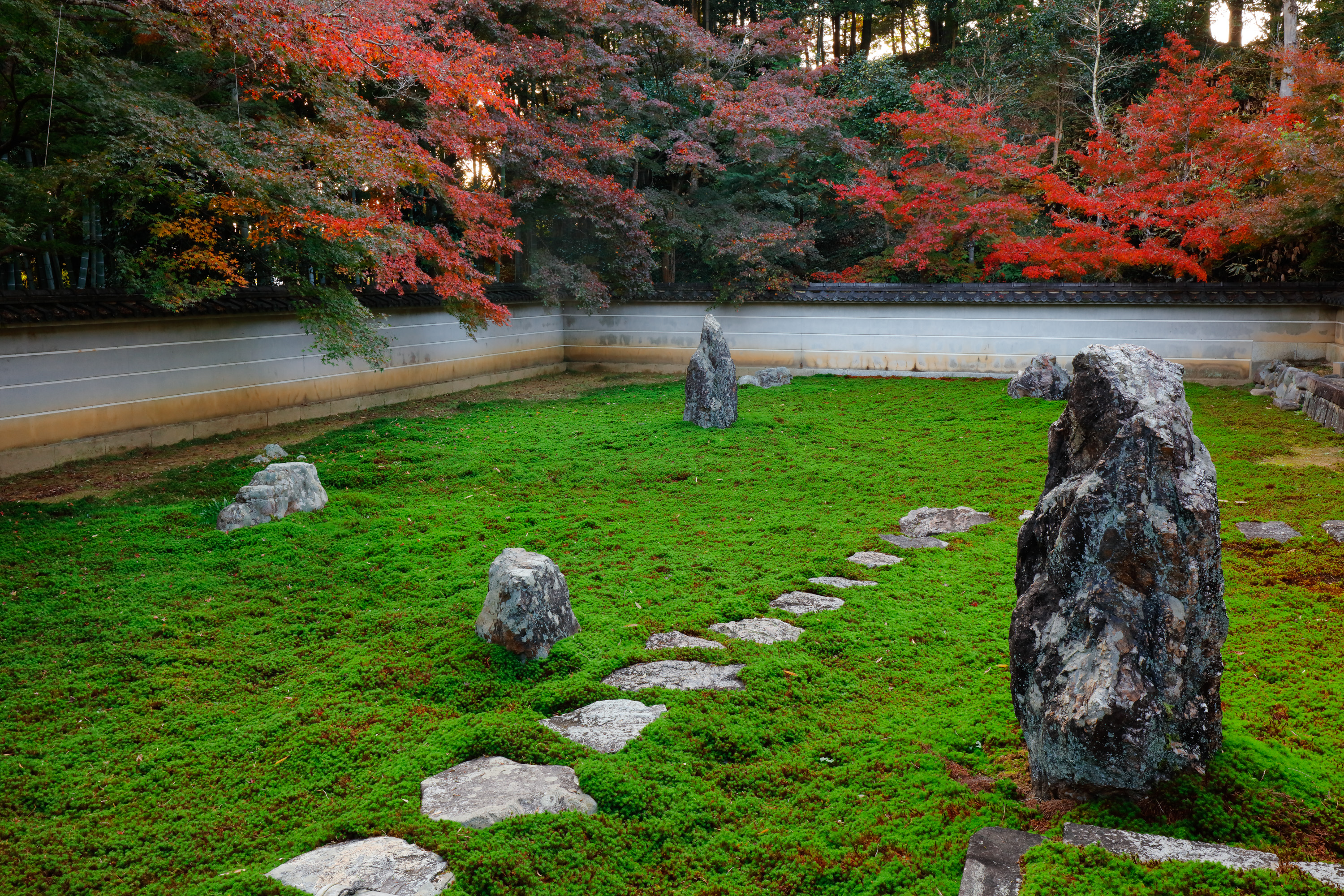
杉苔枯山水 石庭
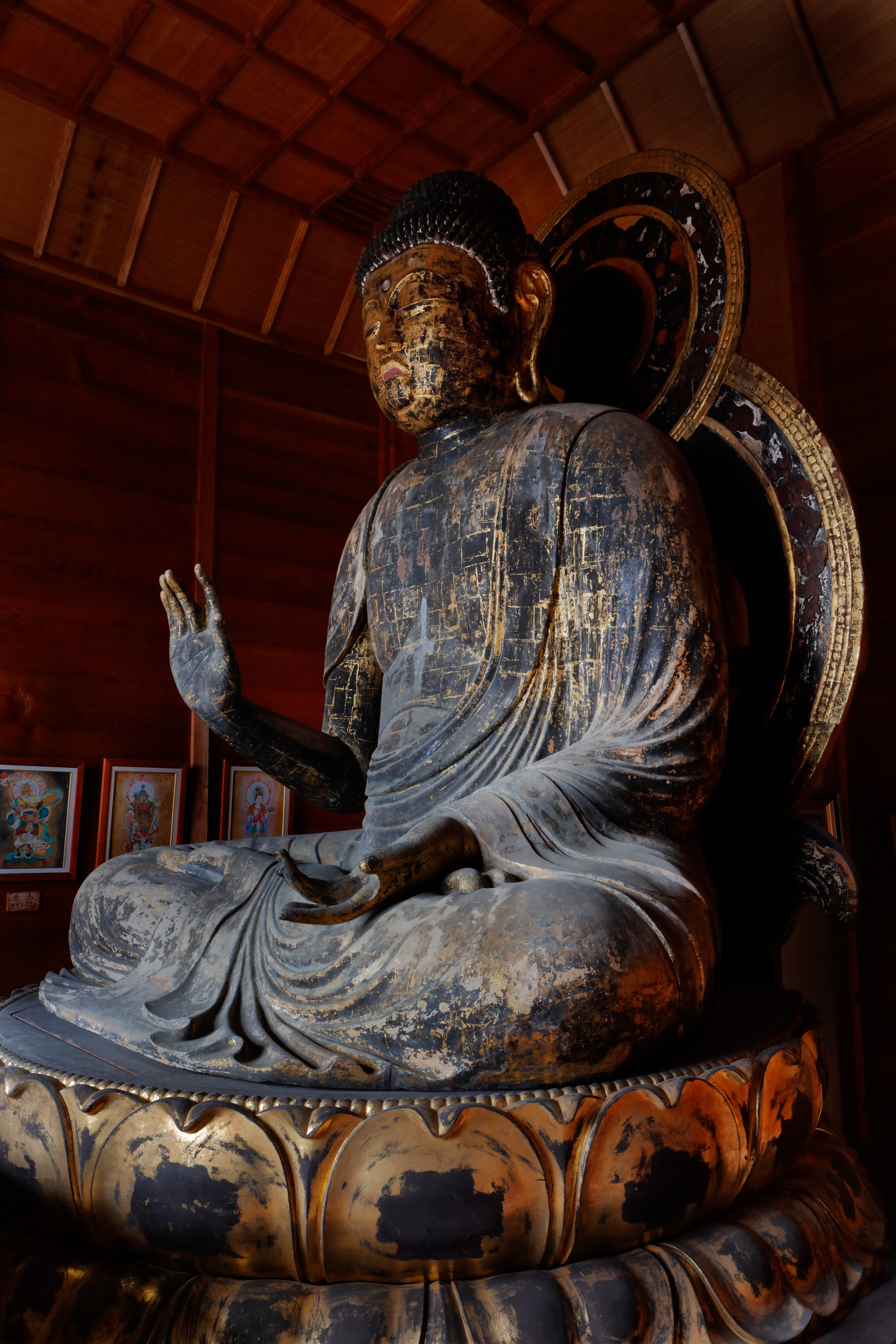
木造釈迦如来坐像